# Xenagia
Xenagia là một chi bướm đêm thuộc họ Geometridae.